# Formación Ringold

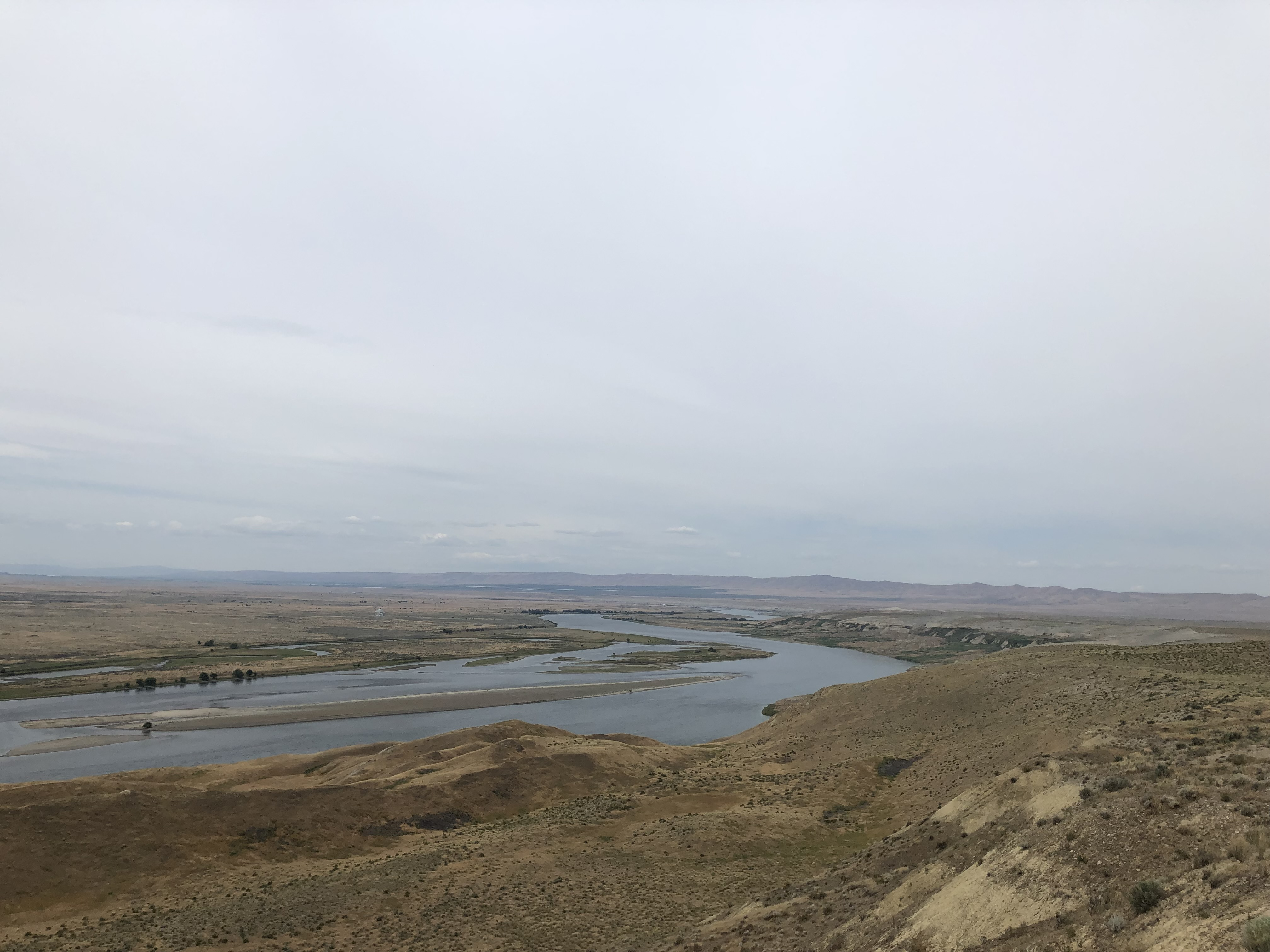
El río Columbia fluyendo a través de la Formación Ringold

La Formación Ringold es una formación geológica en el este de Washington, Estados Unidos. La formación consiste en sedimentos depositados por el río Columbia después de las erupciones de basalto de inundación del Grupo de basalto del río Columbia que alcanzan hasta 1000 pies (300 m) de espesor en algunos lugares. Conserva fósiles que datan del período Neógeno . 
Las exposiciones de la Formación Ringold se pueden encontrar desde el Monumento Nacional Hanford Reach al norte hasta el área de Moses Lake . Grandes porciones de la formación están enterradas por otros depósitos de sedimentos, extendiéndose hasta la brecha de Wallula al sureste de Kennewick . En los últimos años, el agua de riego que ingresa al sistema de agua subterránea ha desestabilizado algunas laderas y acantilados de la Formación Ringold, provocando deslizamientos de tierra. La formación fue nombrada en 1917 por una escuela del mismo nombre que existía en ese momento. La escuela Ringold estaba ubicada en el lado del condado de Franklin del río Columbia, al sur de Savage Island .

## Geología
Durante las erupciones de inundación de basalto antes de que se depositaran los sedimentos, el río Columbia siguió una ruta diferente a la de hoy, llevándolo cerca de los sitios actuales de Yakima y Goldendale . La compresión de norte a sur de la meseta de Columbia provocó que los pliegues del anticlinal como la montaña Rattlesnake y las colinas Horse Heaven se elevaran . Estas crestas proporcionaron barreras geográficas, desviando el río hacia el este hacia las Tri-Cities y eventualmente fluyendo a través de la brecha de Wallula. La Formación Ringold es el sedimento depositado después de que tuvo lugar este cambio de rumbo.
Algunos de los sedimentos encontrados como parte de la formación pueden provenir de versiones ancestrales de otros ríos del noroeste del Pacífico como Clearwater y Pend Oreille . También se pueden encontrar capas de ceniza volcánica, con espesores que van desde apenas perceptible hasta 4 pies (1.2 m) de espesor.

### Estratigrafía
La Formación Ringold representa arena y grava colocadas por el río Columbia hace entre 9 y 3 millones de años. Estos depósitos se superponen con lava enfriada que entró en erupción como parte del Grupo de basalto del río Columbia, un tipo de erupción volcánica conocida como basaltos de inundación que brota de fisuras en el este de Washington y Oregón que no estaban relacionadas con la Cordillera de las Cascadas . Está cubierto en algunos lugares por depósitos de las inundaciones de Missoula.
El levantamiento regional hizo que Columbia erosionara partes de la Formación Ringold. Los White Bluffs en el Monumento Nacional Hanford Reach es un ejemplo significativo de esto.

### Deslizamientos de tierra
Los deslizamientos de tierra a lo largo del río Columbia han aumentado en los últimos años debido al riego alrededor de Basin City y Othello . El agua de riego entra y fluye a través del sistema de agua subterránea hacia el río fácilmente a través de los depósitos que dejaron las inundaciones de Missoula. Esto desestabiliza las características de la Formación Ringold como White Bluffs, causando los deslizamientos de tierra. Los deslizamientos de tierra no ocurrieron con frecuencia antes de 1960. Los cambios rápidos en el flujo del río causados por la presa de Priest Rapids río arriba también pueden contribuir a la desestabilización de la pendiente.
El deslizamiento de tierra más grande en la porción de White Bluffs de la formación es adyacente a Locke Island . Este complejo, iniciado en la década de 1970, ha desviado el río Columbia. Como resultado del cambio, se ha destruido el hábitat crítico de desove del salmón . El deslizamiento de tierra restringe el flujo del río en el lado este del río y, como resultado, el río Columbia está eliminando grandes porciones de la isla Locke. El movimiento de este deslizamiento de tierra está en curso, pero el factor principal detrás del movimiento continuo es la desestabilización por el río Columbia que erosiona el material caído. La arena soplada de este deslizamiento de tierra es el material de origen principal de las dunas de arena en lo alto de los acantilados cerca de la isla.
El tobogán de Locke Island es el tobogán más al norte a lo largo de White Bluffs. Hay al menos otros cinco deslizamientos importantes en el río Columbia, y el más al sur está al otro lado del río desde el Laboratorio Nacional del Noroeste del Pacífico en el norte de Richland, que ocurrió en 2008. Al menos un deslizamiento ha ocurrido en coulees cercanos .

## Paleontología
Los sedimentos incluyen fósiles del Mioceno . A lo largo del río Columbia, restos fosilizados de rinocerontes y salmónidos . La mayor diversidad de restos se ha encontrado entre los White Bluffs, que son una parte expuesta de la parte superior de la formación. Además de las que se descubrieron a lo largo del río, hay 27 especies adicionales. Estos incluyen animales más pequeños como ranas, lagartos y gatos de cola anillada , así como animales más grandes como caballos, mastodontes y camellos. La madera petrificada se puede encontrar cerca. El análisis de fósiles de cola anillada del Mioceno tardío al Plioceno temprano sugiere que el área fue una vez un clima mucho más suave, pero estacional.
Se han encontrado varios especímenes únicos en la formación. Una excavación realizada para un sótano cerca de Badger Mountain en Richland desenterró el ejemplo más al noroeste encontrado hasta ahora de Aphelops . Este es también el único espécimen confirmado de Aphelops en Washington.
- Datos: Q17508511